# Carmagnola
Carmagnola (Carmagnòla in piemontese) è un comune italiano di 28 027 abitanti della città metropolitana di Torino in Piemonte, situato a circa 30 chilometri a sud del capoluogo.

## Geografia fisica

### Territorio e idrografia

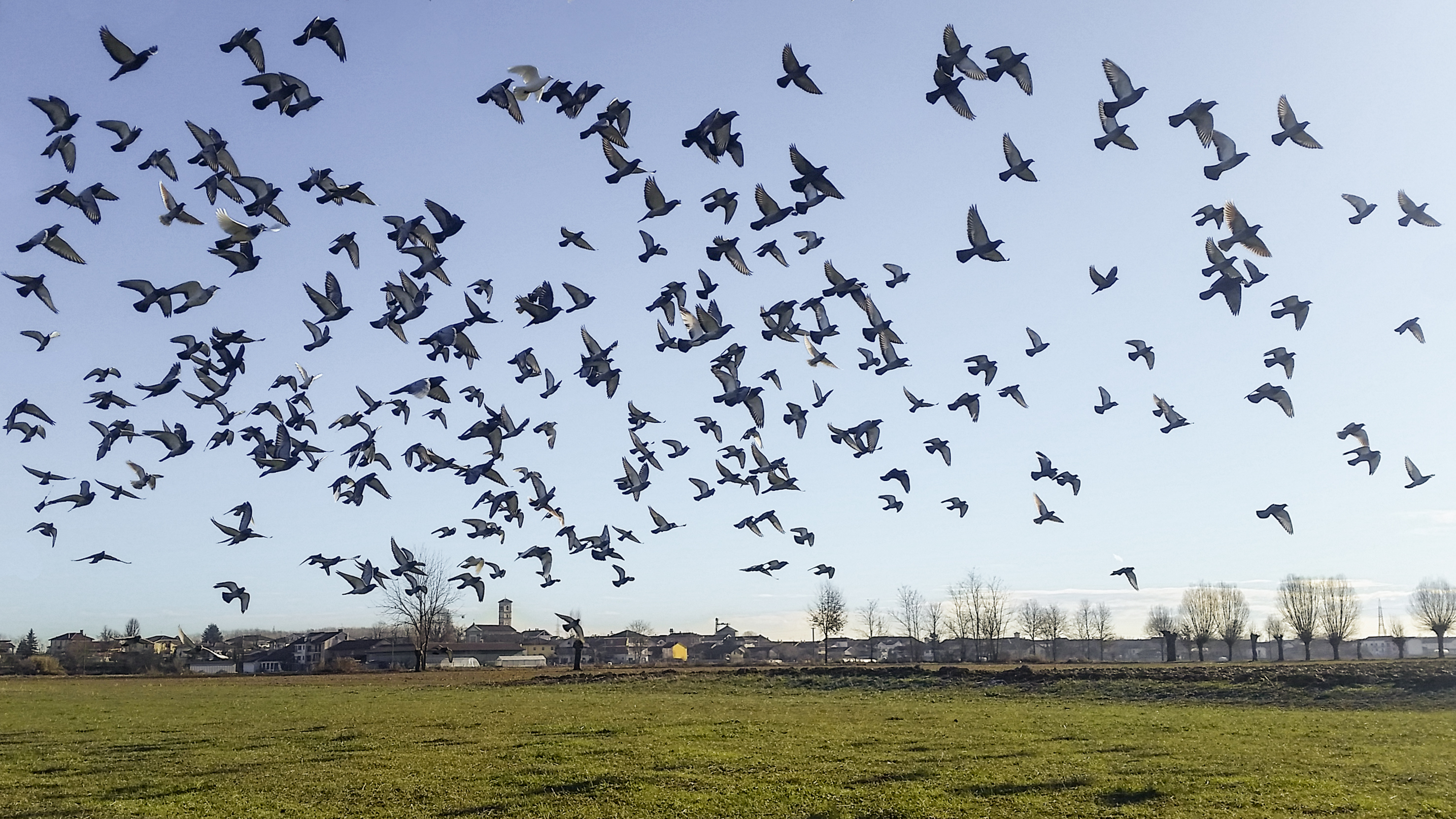
Paesaggio invernale di borgo San Michele e Grato

Carmagnola si trova sulla destra del Po, in un tratto di terra pianeggiante prima che il fiume devii verso nord per superare la "stretta" costituita dalla collina di Superga. Le acque del territorio comunale sono convogliate nel Po dal torrente Meletta (che scorre a sud della cittadina) e dal rio Stellone, un affluente del Banna. La natura del terreno ha determinato nel tempo l'accumulo di sabbie del fiume che in quel tratto rilascia i sedimenti strappati nel corso montano.
Il territorio, ricco di spazi verdi, dispone di istituzioni rilevanti come il Bosco del Gerbasso, il parco Cascina Vigna (dove tra l'altro ha sede il locale Museo civico di storia naturale) e la Riserva Naturale Speciale della Lanca di San Michele nei pressi del fiume Po.

#### Riserva Naturale Speciale della Lanca di San Michele
Istituita nei pressi della Lanca di San Michele (detta anche localmente "Po morto"), essa è costituita da un alveo fluviale che nel corso della sua evoluzione viene abbandonato dal corso del fiume che si sposta verso un nuovo letto di scorrimento. Questo è quanto è accaduto nel 1977 quando, a seguito di un'improvvisa piena del Po, l'enorme massa di acqua aprì un nuovo percorso rettilineo sul fiume anziché curvo come era in passato, dando così origine ad un caratteristico ambiente umido con un proprio ecosistema che dal 1990 è stato protetto con la denominazione di Riserva Naturale Speciale del Parco del Po. L'area si estende su una superficie di 14 035 ettari.
Per salvaguardare l'inesorabile impaludimento dell'area, negli anni sono stati rimossi parte dei detriti fondali della lanca e sono stati favoriti gli insediamenti di canneti per aumentare il deflusso dell'acqua e mantenere nel contempo il delicato equilibrio originale, malgrado la presenza di un emissario naturale, alimentato da acque di falda sotterranea che successivamente vanno a gettarsi nuovamente nel vicino Po.
Oltre alla presenza di una grande varietà in esemplari presenti di flora e fauna (alcuni dei quali particolarmente rari), un posto d'onore spetta senz'altro alla presenza di molti volatili che frequentano abitualmente le aree palustri: il tuffetto, l'anatra marzaiola, il germano reale, la folaga, la gallinella ed il martin pescatore.

### Geologia
Il carattere sabbioso del suolo rendeva la piana di Carmagnola poco adatta alla coltivazione del frumento, ma molto adatta a una coltivazione che costituì la ricchezza della località: la canapa. Nei secoli scorsi e fino all'affermarsi delle tecnofibre la canapa era indispensabile per la marina, per le vele e soprattutto le gomene. Carmagnola diventò il centro non solo di coltivazione, ma anche delle fasi di lavorazione e commercio verso la Liguria e la Francia, soprattutto Marsiglia.

### Geografia antropica
Situata al confine tra la Città Metropolitana di Torino e la provincia di Cuneo, con i suoi 96,38 chilometri quadrati completamente pianeggianti, Carmagnola è per estensione il secondo comune con più di 25 000 abitanti più grande della provincia, preceduto solo dal capoluogo; è invece undicesimo nella classifica generale.
Nel territorio del comune di Carmagnola si trovano numerosi borghi e frazioni: fra i borghi più popolosi vi sono Salsasio (circa 2 500 abitanti), San Bernardo (circa 2 300 abitanti) e San Giovanni (circa 1 200 abitanti), mentre quello con meno abitanti è Pocchettino (circa 20 abitanti).

### Clima
Il clima di Carmagnola è quello caratteristico delle pianure settentrionali italiane con inverni freddi e abbastanza rigidi ed estati che risentono di elevate temperature; la piovosità si concentra principalmente in autunno e in primavera. Il comune appartiene alla zona climatica E.
| CARMAGNOLA          | Mesi | Mesi | Mesi | Mesi | Mesi  | Mesi | Mesi | Mesi | Mesi | Mesi | Mesi  | Mesi | Stagioni | Stagioni | Stagioni | Stagioni | Anno  |
| CARMAGNOLA          | Gen  | Feb  | Mar  | Apr  | Mag   | Giu  | Lug  | Ago  | Set  | Ott  | Nov   | Dic  | Inv      | Pri      | Est      | Aut      | Anno  |
| ------------------- | ---- | ---- | ---- | ---- | ----- | ---- | ---- | ---- | ---- | ---- | ----- | ---- | -------- | -------- | -------- | -------- | ----- |
| T. max. media (°C)  | 7,0  | 9,7  | 15,5 | 19,4 | 23,9  | 28,8 | 30,7 | 30,1 | 25,5 | 19,3 | 12,2  | 7,2  | 8,0      | 19,6     | 29,9     | 19,0     | 19,1  |
| T. min. media (°C)  | −3,0 | −2,0 | 1,8  | 6,5  | 11,0  | 14,7 | 15,6 | 15,1 | 11,1 | 7,2  | 2,6   | −2,2 | −2,4     | 6,4      | 15,1     | 7,0      | 6,5   |
| Precipitazioni (mm) | 25,6 | 37,1 | 55,2 | 80,6 | 102,4 | 69,1 | 63,0 | 59,1 | 67,9 | 63,0 | 101,0 | 38,2 | 100,9    | 238,2    | 191,2    | 231,9    | 762,2 |

## Origini del nome
Il toponimo della città di Carmagnola deriva con tutta probabilità dal termine latino quadra (centuria) magniola con riferimento ad un appezzamento di terreno di dimensioni non eccessive. Tuttavia, alcuni studiosi sostengono che il toponimo possa derivare dal nome gentilizio romano Carminius.

## Storia

### Dalle origini al dominio degli arduinici
Il primo nucleo della città era conosciuto come “contrada Gardexana” e nacque come casaforte in un sito paludoso, attorno al quale già dall’anno 1000 si sono attestati i primi abitanti, raccolti nei borghi San Giovanni in regione Zucchea, Santa Maria di Viurso ad ovest, Santa Maria di Moneta ad est, Salsasio. Furono probabilmente le scorrerie saracene tra XI e XII secolo a spingere parte dei borghigiani a cercare rifugio nella palude, creando il centro che nel XIV secolo verrà cinto da mura. Il toponimo Gardexana non si è perso del tutto, in quanto ancora riscontrabile nella denominazione della centrale Via Gardezzana.
Carmagnola viene nominata la prima volta nel 1034 in un atto nel quale l'abate dell'Abbazia di Nonantola nel Modenese cede a Bosone e Guidone figli del marchese Arduino d'Ivrea la signoria di 40 castelli. La prima famiglia che costruì la città veniva chiamata Aloa quasi certamente si tratta dei discendenti di Alineo dei Robaldini, di Nazione e Legge Salica, figlio di Robaldo un nobile franco della Neustria, che dall' 843 fu uno dei Cavalieri scelti di Carlo II detto il Calvo Re dei Franchi occidentali. Alineo venne in Italia verso la fine del IX sec. come  Vassallo di Ruggero e Arduino II. Carmagnola fu feudo dei marchesi di Romagnano fino al 1163 (Manfredo II di Romagnano era nipote di Arduino IV).

### Carmagnola nel Marchesato di Saluzzo

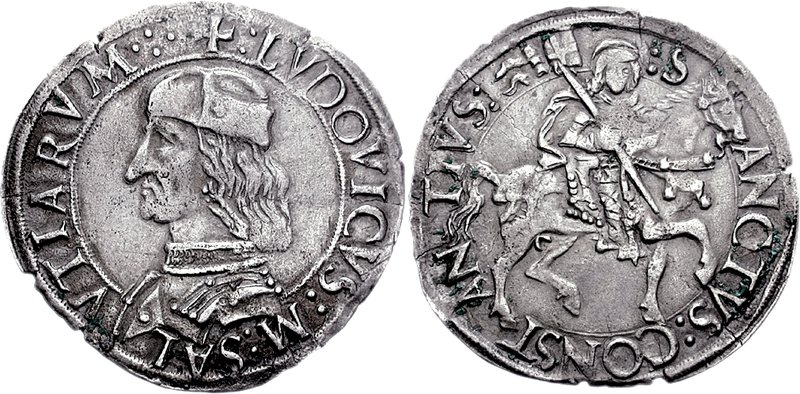
Cavallotto della fine del Quattrocento coniato a Carmagnola col volto di Ludovico II di Saluzzo.

Alla morte dell'ultima arduinica Adelaide di Susa (1091) la signoria della città fu divisa fra i Romagnano, i Conti di Lomello (discendenti da Cuniberto fratello di Pietro, cancelliere imperiale di Arduino d'Ivrea), i Marchesi del Vasto e infine nel 1200 dai Marchesi di Saluzzo di discendenza Aleramica. Nel 1203 i rappresentanti delle quattro consorterie che facevano parte di quattro Hospitia Militum ottennero le prime franchigie giurisdizionali. Si trattava dei rappresentanti della famiglia Carmagnola, che comprendeva anche i Gatto o Gatti ramo dei Signori d'Agliano, discendenti da Ottone di Lanerio, figlio di Manfredo di Brozolo e facenti parte dell'antico consortile di Acquosana e i Craveri, della famiglia Lovencito e delle famiglie dei Granetto de Gerbo e Granetto de Fogliati. Queste franchigie furono poi riconfermate in casa di Buongiovanni Granetto nel 1244 dal marchese Bonifacio II di Monferrato (1202-1253) reggente per volontà di Manfredo III di Saluzzo del figlio Tommaso orfano a cinque anni. Nel 1309 venne istituito il primo consiglio comunale cittadino. Nel 1375 i sindaci Antonio Granetto e Giovanni Masconderio consegnarono al capitano Guidone De Morgis la promessa del marchese Federico II di Saluzzo (1332-1396) di dare in pegno a re Carlo V di Francia (1338-1380) come Delfino, il castello e la terra di Carmagnola. Attorno al 1382, intanto, nacque nei pressi della città il celebre Francesco Bussone, detto "Il Carmagnola" (o impropriamente "Il conte di Carmagnola"), celebre condottiero del tardo medioevo, che sarà cantato anche da Alessandro Manzoni nella sua celebre tragedia.
Dal 1486 al 1490 Carmagnola fu governata dal duca Carlo I di Savoia per poi tornare sotto i marchesi di Saluzzo. Tra il XV e il XVI secolo la zecca dei marchesi di Saluzzo a Carmagnola coniò diverse monete. Alcune con l'effige di Ludovico II di Saluzzo e di Margherita di Foix, che attualmente sono molto ricercate dai collezionisti, altre molto famose come il "Cornuto" con la raffigurazione sul fronte dell'imperatore Costantino I a cavallo. Alla morte di Lodovico II di Saluzzo la reggenza passò a Margherita di Foix, che elesse Vicario Francesco Cavazza. Nel 1542 la città fu conquistata dal marchese del Vasto ma subito ripresa dai Francesi.

### Dall'ingresso nello Stato Sabaudo al dominio napoleonico
Nel 1544 la Battaglia di Ceresole, vinta dai francesi sugli spagnoli, segnò la fine del marchesato di Saluzzo. Durante il quarantennio di reggenza francese che ne seguì (1548-1588), fu instaurata una corte della senescallia governata dal delfinengo Pietro Granetto, signore di Costigliole, che resse de facto le sorti dell'intera città.
Nel 1588 Carmagnola passò nelle mani dei Savoia, quando Carlo Emanuele I l'assediò e la tolse ai francesi, che se ne impadronirono nuovamente nel corso del Seicento, durante la guerra civile scoppiata tra "Madamisti" e "Principisti". Fu in questo periodo (1637-1642), quando ancora non si erano sopiti gli effetti nefasti della peste del 1630, che vennero atterrati i tre grossi borghi originari posti a ridosso delle mura cittadine poiché  si trovavano in posizione tale da pregiudicare l'efficacia delle strutture difensive; immediatamente furono riedificati a un miglio circa di distanza dal centro fortificato, dove si trovano tutt'oggi.
Nel 1690 la città fu occupata dal generale francese Catinat e il suo territorio venne completamente devastato. Nel 1691 Vittorio Amedeo II di Savoia riportò la città definitivamente entro l'orbita sabauda, ma essa aveva ormai perso la propria plurisecolare vocazione militare e il proprio ruolo difensivo dell'area, motivo per cui si iniziò poco dopo la demolizione dei bastioni e delle mura cittadine per favorirne l'ingrandimento e lo sviluppo, che difatti avvenne in maniera notevole nel corso del secolo successivo.
Nel 1795 re Vittorio Amedeo III concesse Carmagnola in appannaggio feudale a Carlo Felice di Savoia, allora duca del Genevese, e fu questa l'ultima operazione feudale condotta sul territorio comunale. Egli infatti ne fu investito con il titolo di principe con lettere patenti datate 3 giugno 1795.
Carmagnola subì una seconda e più cruenta devastazione il 13 maggio 1799, quando i francesi repubblicani saccheggiarono il borgo Salsasio, i cui paesani erano insorti riportando, inizialmente, una vittoria sugli invasori. Il generale rivoluzionario francese Philibert Fressinet ordinò per rappresaglia l'incendio del borgo Salsasio (Ël borgh ëd la Madòna, in lingua piemontese) e i suoi abitanti vennero dispersi o massacrati.

### Dall'Ottocento ai giorni nostri

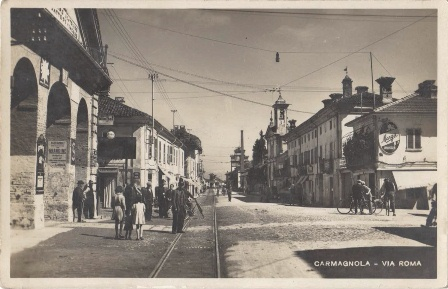
Via F.lli Vercelli a Carmagnola in una cartolina d'inizio Novecento

Mentre veniva demolita la cinta muraria medievale e con essa progressivamente scemava il ruolo strategico-militare della città, Carmagnola poté dedicarsi a sviluppare la sua vocazione agricola e commerciale, che le valse una notevole rinomanza in campo economico, legata principalmente alla coltura e alla commercializzazione della canapa e dei manufatti di tela e cordami, esportati in grande quantità verso la Liguria e il sud della Francia.
Nel 1853 giunse la ferrovia, ma la trasformazione epocale di Carmagnola ebbe invece luogo un secolo dopo con l'improvviso avvento della grande industria. Nel 1960 iniziò la costruzione dello stabilimento "Ghisa" della FIAT e nel 1966 anche le fonderie di alluminio di Fiat Mirafiori vennero trasferite a Carmagnola, nell'impianto che negli anni Settanta prese il nome di Teksid.
L'andamento demografico conobbe una forte impennata, anche grazie alla forte immigrazione dalle regioni meridionali fino a stabilizzarsi negli anni ottanta.

### Simboli
Stemma

Stemma del comune di Carmagnola

Lo stemma richiama apertamente quello di Saluzzo e di altri comuni piemontesi che fecero parte del marchesato locale. L'utilizzo dei due tenenti composti da due delfini d'azzurro è certamente un rimando alla dominazione francese del Cinquecento e al possedimento del delfino di Francia in loco. Si noti inoltre che la corona marchionale che sovrasta lo stemma attuale ha una forma inusuale per l'araldica italiana e si ravvicina maggiormente al modello francese per il medesimo titolo, diversamente da quanto accade invece per quella dello stemma di Saluzzo o dell'esempio di stemma cittadino affrescato su una casa del centro cittadino di Carmagnola nel 1688.

Drappo rosso con lo stemma di Carmagnola

Gonfalone

## Monumenti e luoghi d'interesse

### Architetture religiose

#### Chiesa di Sant'Agostino

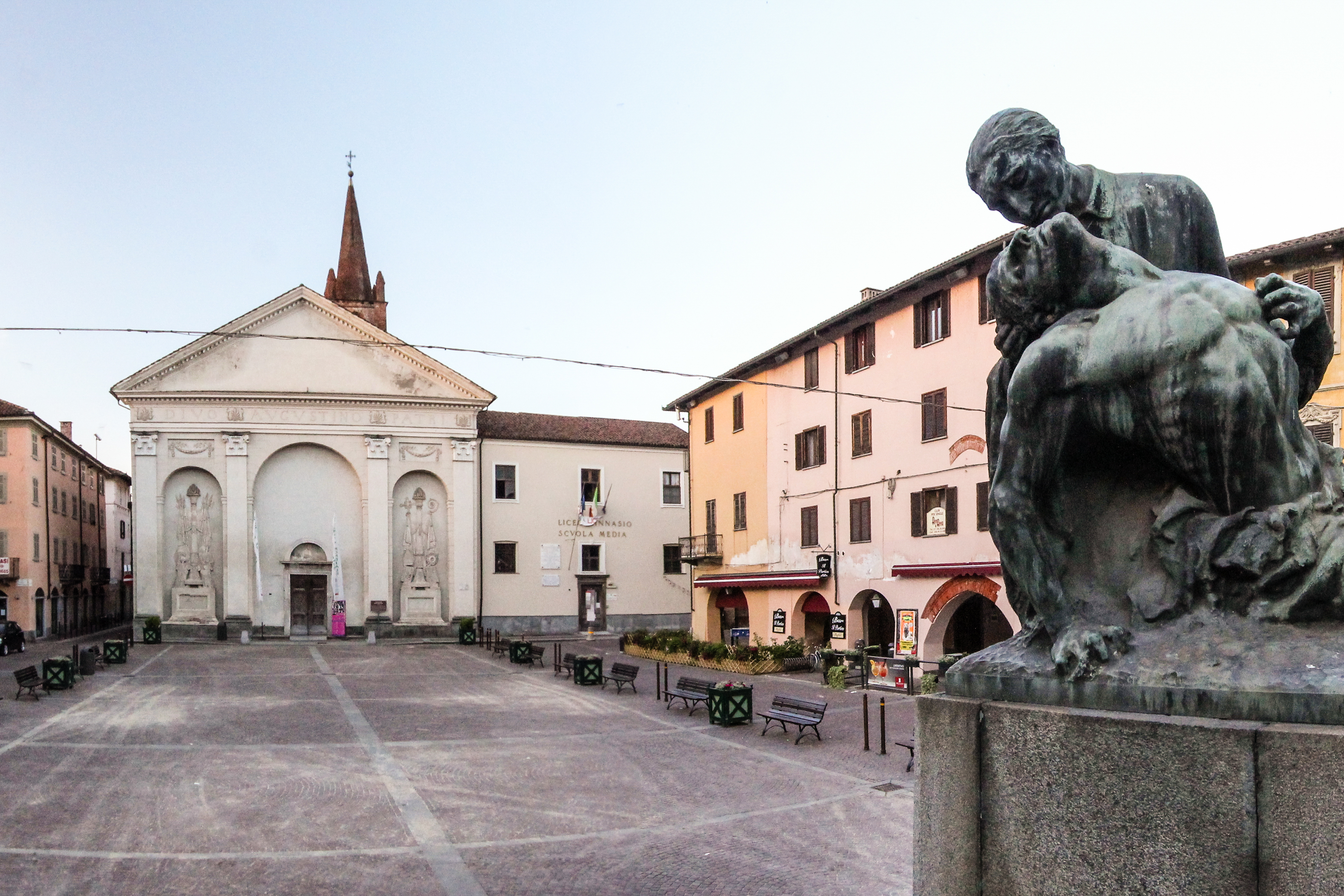
Il monumento ai Caduti e la chiesa di Sant'Agostino

Edificata tra il 1406 ed il 1437, la chiesa di Sant'Agostino conserva ancora oggi dei caratteri spiccatamente gotici come l'abside, il transetto est e il campanile appuntito e slanciato. La sua edificazione ebbe inizio sotto gli auspici del popolo e della congregazione cittadina di Carmagnola nel 1406. Nel 1567 la facciata fu abbellita, dietro disposizione di Ludovico Gonzaga-Nevers, duca di Nevers e governatore di Carmagnola per conto dei francesi, di una grande immagine di Sant'Agostino affiancato dallo stemma della città. Alla chiesa era stato annesso un convento che venne popolato dagli agostiniani e quando il complesso,  nel 1858, fu da questi abbandonato, l'amministrazione comunale lo acquistò e la chiesa venne chiusa al culto pubblico per ricavarne uno spazio espositivo.
La facciata attuale è quella risultata dai restauri del 1835. L'interno della chiesa ha invece l'aspetto tipico delle antiche cattedrali gotiche (in netto contrasto con l'attuale esterno) ed è composta da tre navate. Vi si possono ammirare tracce di affreschi quattrocenteschi e opere pittoriche su tela attribuite al Moncalvo e a Giovanni Antonio Molineri.
La chiesa è stata dichiarata monumento nazionale nel 1910, attraverso una nota ministeriale, ma dal 2014 è stata chiusa per problemi di sicurezza. Nel 2020 l'amministrazione comunale ha lanciato una raccolta di fondi su una piattaforma di crowdfunding nel tentativo di finanziare gli interventi più urgenti di messa in sicurezza e pianificare una riapertura al pubblico.

#### Chiesa collegiata dei Santi Pietro e Paolo

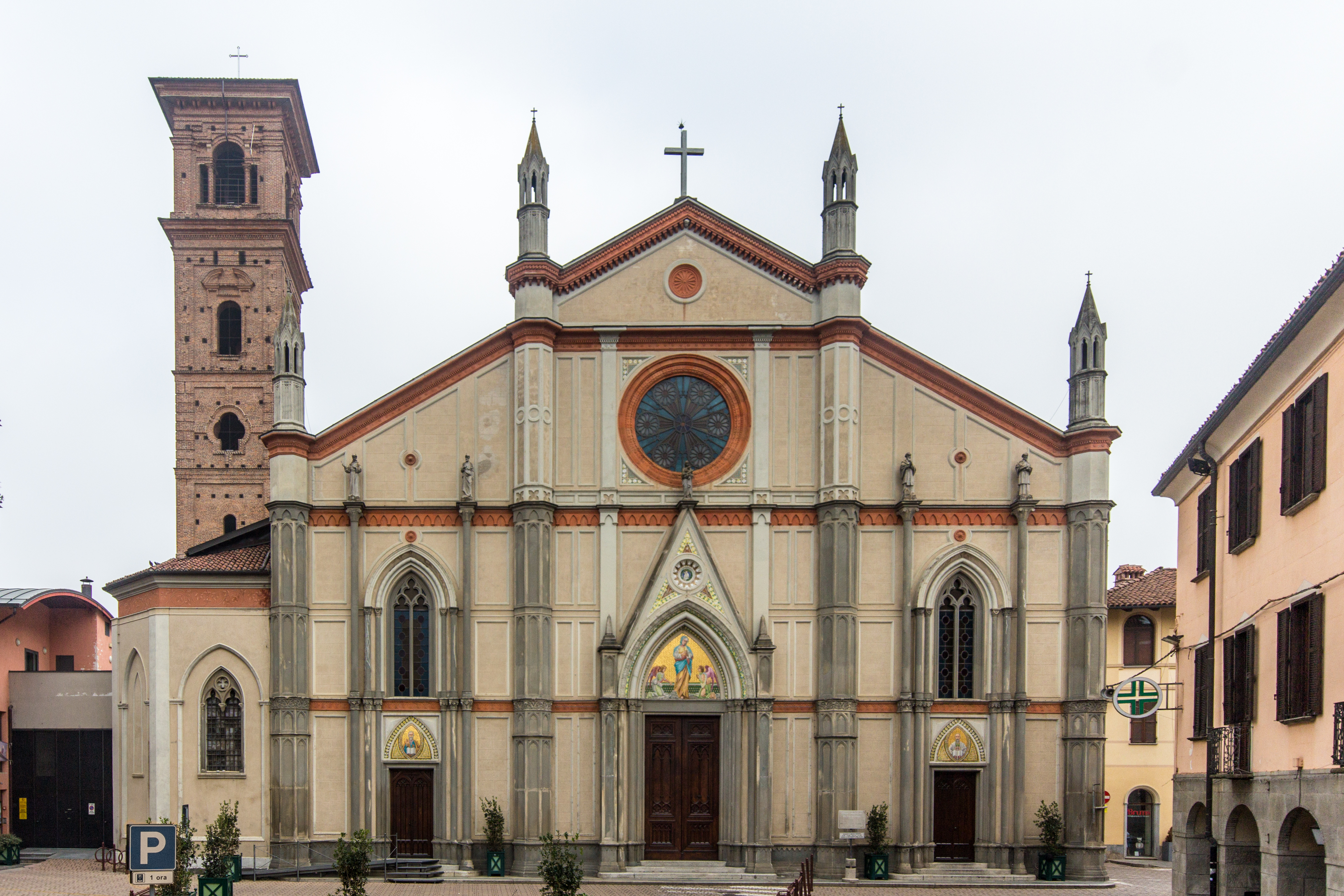
Collegiata dei Santi Pietro e Paolo

La chiesa collegiata dei Santi Pietro e Paolo venne fortemente voluta dalla comunità carmagnolese e venne sostenuta economicamente anche dal marchese Ludovico I di Saluzzo. Il progetto venne affidato all'architetto e canonico nobile Giorgino Costanza di Costigliole il quale venne nominato anche sovrintendente all'intero progetto sino al suo completamento nel 1512. L'edificio, sebbene ancora incompleto in alcune parti decorative, venne ufficialmente consacrato il 25 marzo 1514 a opera di mons. Vacca, delegato dell'amministratore apostolico della diocesi di Saluzzo, il cardinale Sisto Gara della Rovere.
La chiesa, internamente, si presenta a impianto basilicale con tre navate, di cui quella centrale appare scandita da sei campate di forma rettangolare con un'abside centrale di forma poligonale, coperta da una volta a costoloni.

#### Abbazia di Casanova

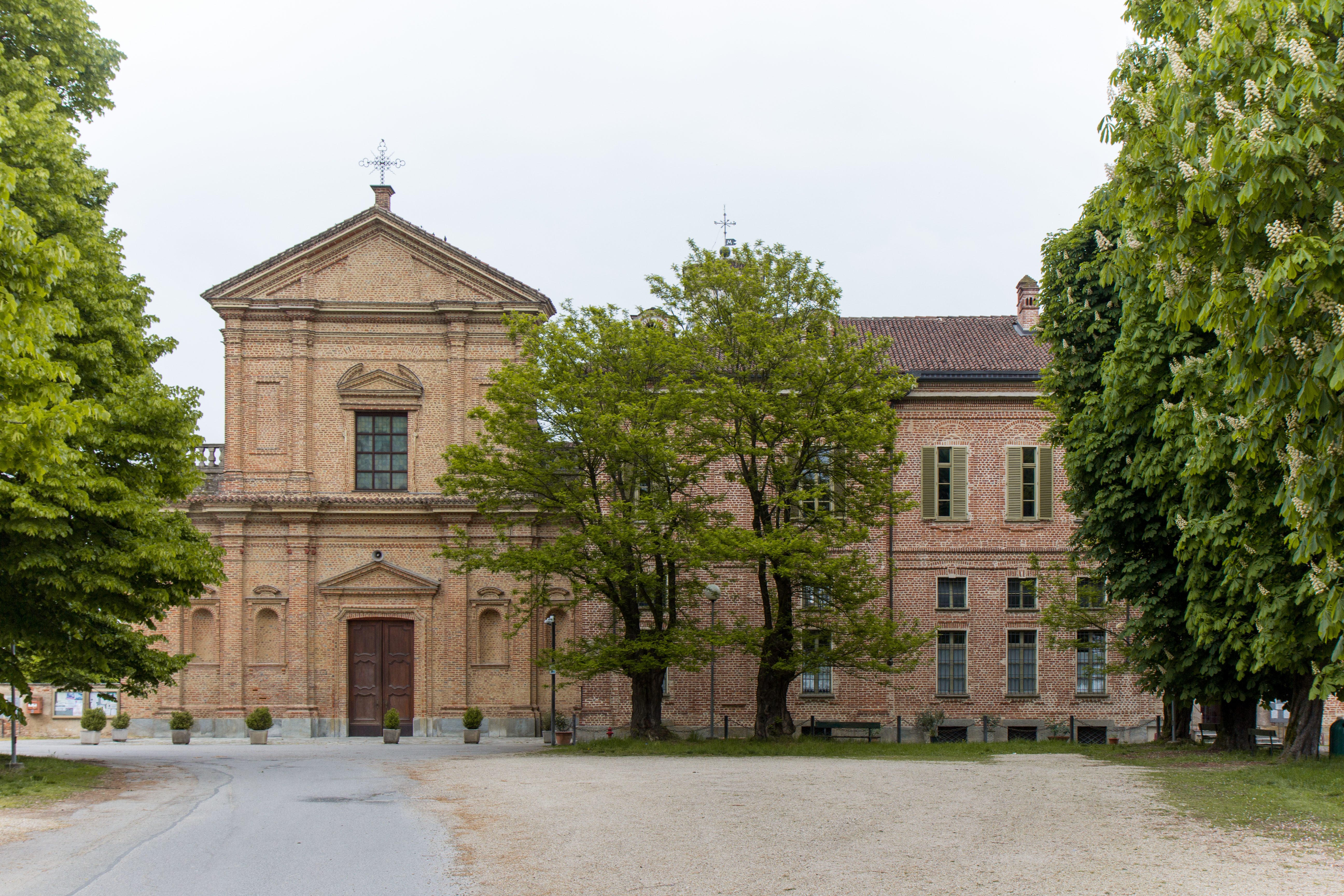
La facciata dell'Abbazia di Santa Maria di Casanova

L'Abbazia di Casanova (più propriamente Abbazia di Santa Maria di Casanova) è l'architettura religiosa di ordine regolare di maggior rilievo nella città di Carmagnola, per quanto sia posta in posizione isolata rispetto al nucleo dell'abitato. Sin dal XII secolo fu sede di un istituto di culto cistercense. Durante il XVIII secolo, l'abbazia divenne anche residenza per i sovrani sabaudi a partire da Vittorio Amedeo III.

#### Chiesa di San Rocco

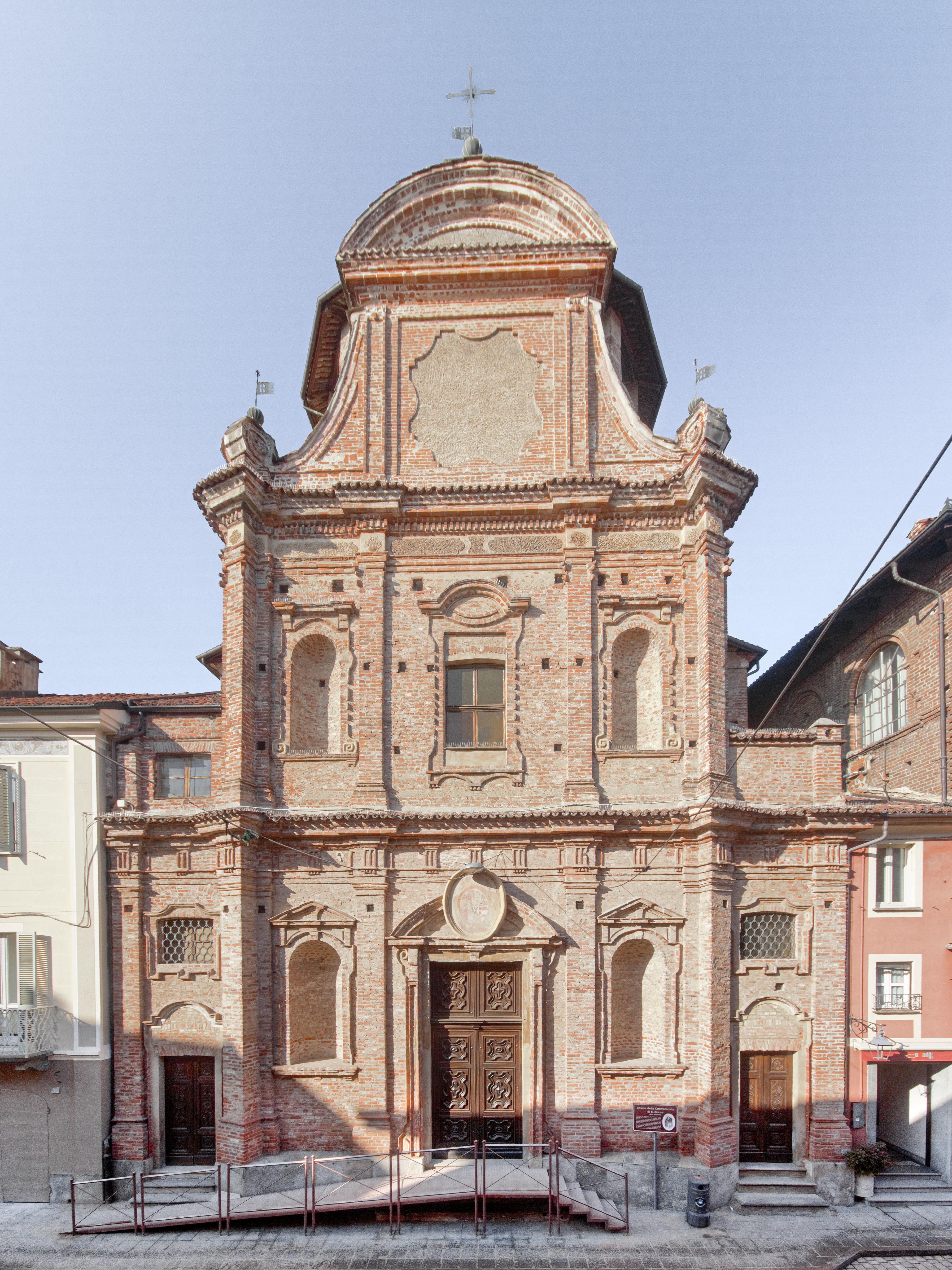
Facciata in stile barocco della chiesa di San Rocco a Carmagnola

La chiesa di San Rocco a Carmagnola è una chiesa cattolica in stile barocco. Risale al 1699, quando, a seguito dell'epidemia di peste che colpì la città, nacque una confraternita dedicata a San Rocco, invocato contro le pestilenze e compatrono della città, che in un primo tempo fece erigere un oratorio di preghiera in località Borgo Moneta. Del primitivo oratorio oggi non rimane alcuna traccia in quanto esso venne raso completamente al suolo dai francesi nel 1640. Nel 1668 iniziarono i lavori, su progetto all'architetto Francesco Lanfranchi. Realizzata in stile tardo barocco, la chiesa oggi si presenta come uno degli esempi architettonici più riusciti del periodo in Piemonte, con un fastoso insieme di effetti chiaroscurali nella facciata, con un'insolita, grande cupola che è divenuta uno degli elementi caratterizzanti dell'abitato di Carmagnola e una pianta a croce greca.
All'interno della chiesa si trova anche un grandioso organo, costruito nel 1751 da Giacomo Filippo Landesio. La cassa, finemente lavorata, è opera di Alberto Bondetto.

#### Chiesa di San Filippo

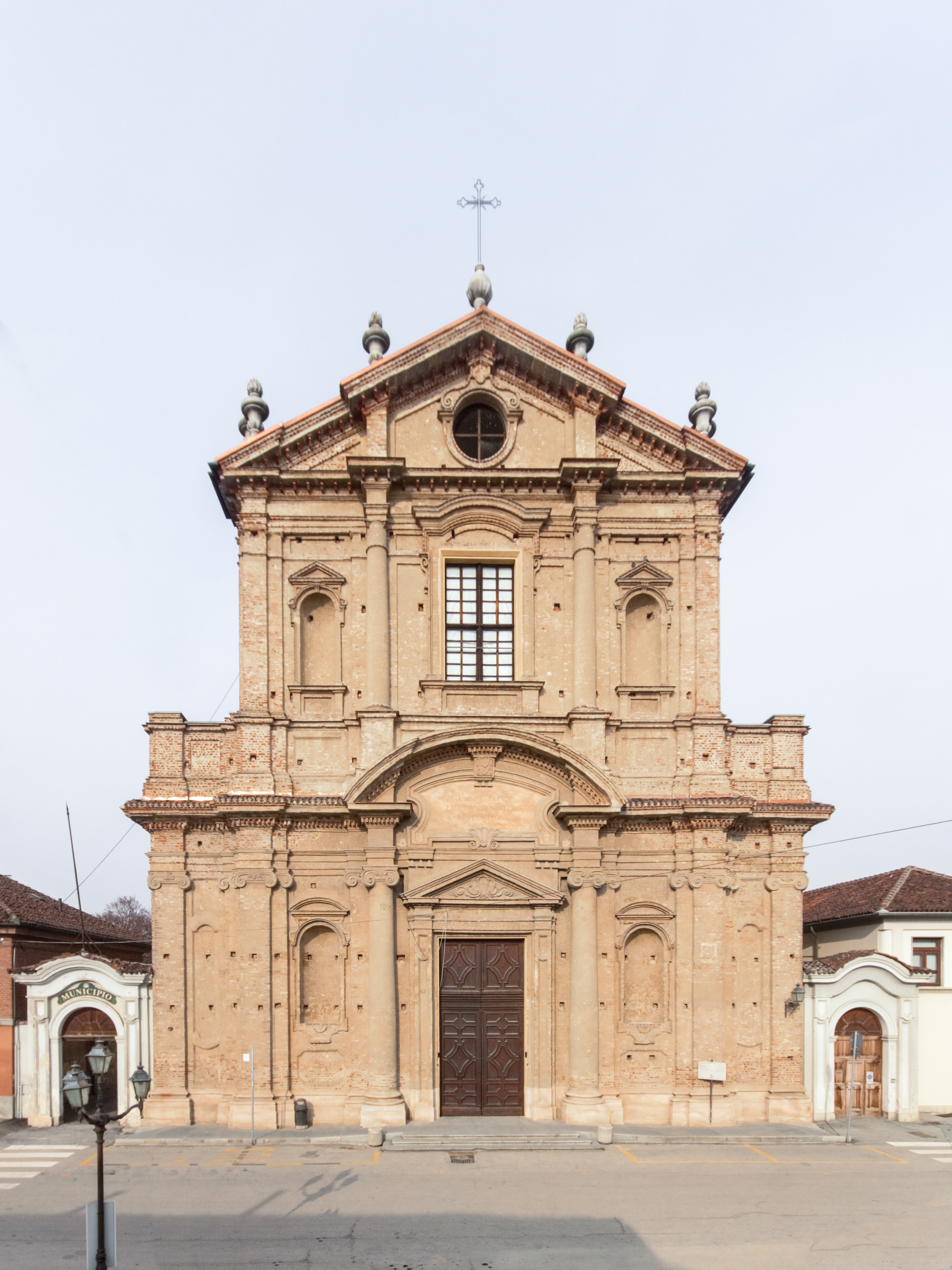
La facciata della chiesa di San Filippo restaurata nel 2017

La chiesa di San Filippo (nome completo chiesa della Santissima Trinità e di San Filippo Neri) venne edificata a Carmagnola dai padri Filippini, tra il 1715 e il 1739 e venne definitivamente consacrata nel 1745 assieme a quella cittadina di San Rocco per mano del vescovo di Saluzzo, Giuseppe Filippo Porporato.
Esternamente la facciata della chiesa si presenta di stile barocco piemontese con mattoni a vista e decorazioni in cotto, largamente elaborate.
Internamente, la struttura si presenta con una pianta a campata unica sulla quale si aprono due cappelle per lato. L'altare maggiore è decorato con una grande tela raffigurante la Santissima Trinità, opera di padre Ignazio Fassina (1701-1769).
Nel 1863 la chiesa e il vicino castello vennero abbandonati dai padri Filippini e il complesso venne venduto all'amministrazione comunale di Carmagnola. La chiesa, sconsacrata, è attualmente utilizzata per manifestazioni culturali e mostre.

#### Sinagoga
La sinagoga di Carmagnola è l'ultimo monumento rimasto a testimonianza del ghetto ebraico presente un tempo all'interno della città. La struttura conserva i caratteri architettonici originari del XVIII secolo, con eleganti ambienti interni e mobilio di stile barocco.

### Architetture civili

#### Castello di Carmagnola

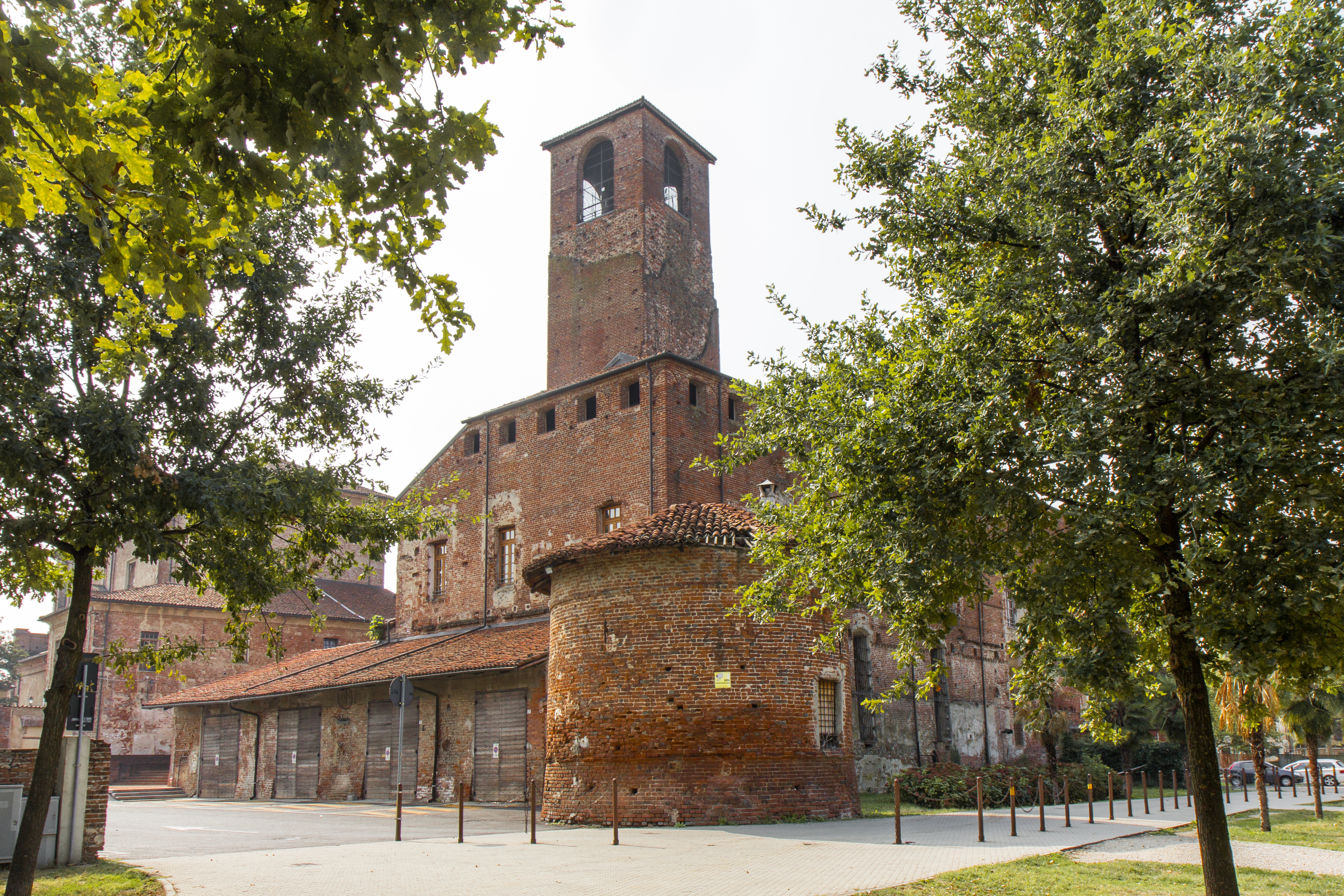
Il castello di Carmagnola

Il Castello di Carmagnola venne edificato nel XIII secolo dal marchese Manfredo II di Saluzzo e venne successivamente distrutto in parte dagli spagnoli per poi essere ricostruito nuovamente dai francesi a metà del Cinquecento. Conquistato assieme alla città dai Savoia, dal XVIII secolo sino al 1863 fu sede di un locale convento diretto dei padri Filippini.
Attualmente ospita la sede dell'amministrazione comunale locale.

#### Ospedale San Lorenzo
Già conosciuto con questo nome dal 1311, nacque come ricovero per i pellegrini e in assistenza alla popolazione locale. Nel 1584 l'antico edificio dell'ospedale venne demolito per far posto all'allargamento delle fortificazioni della città, ma l'istituzione continuò a sopravvivere nel sito attuale, pure distante rispetto al luogo originario di erezione dello stabile. Nel 1754 venne avviata la costruzione del nuovo edificio ospedaliero su progetto dell'architetto piemontese Filippo Castelli. La struttura venne ampliata ulteriormente tra il 1787 ed il 1790 con la costruzione dell'ala nord e nel 1856 venne aggiunta un'ulteriore parte a levante su progetto dell'architetto Alberto Tappi di Carignano.
Nel 1999 si sono svolti i primi restauri alla struttura antica per l'adeguamento dell'edificio alle moderne norme sanitarie, compreso il recupero del sottotetto, dove sono stati posti i reparti di chirurgia e urologia. È stato inoltre aggiunto al complesso un nuovo edificio di 5500 m² collegato al vecchio fabbricato tramite due vie coperte. L'ospedale è oggi gestito dall'Azienda Sanitaria Locale Torino 5.

#### Palazzo Lomellini

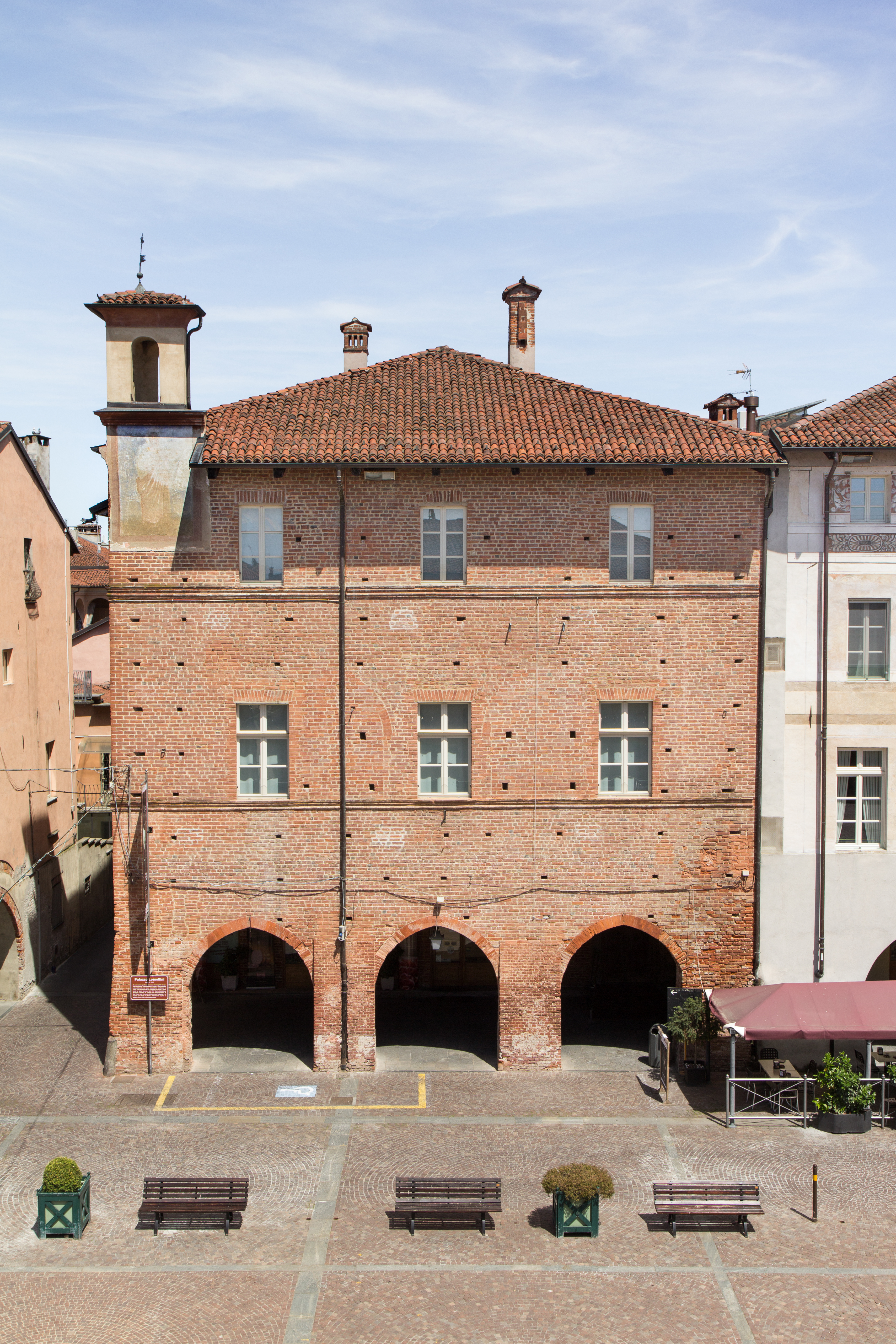
Palazzo Lomellini, sede oggi della Civica Galleria d'Arte Contemporanea di Carmagnola

Palazzo Lomellini venne edificato attorno alla metà del XV secolo, ma ha subito pesanti rimaneggiamenti nel XVIII secolo che comunque non hanno potuto cancellare integralmente i segni di finestrelle gotiche e monofore con cornici in cotto che si trovavano nella parte superiore del palazzo e che oggi sono in gran parte murate. La famiglia che fece edificare questa residenza a Carmagnola fu quella dei Lomellini (probabilmente originari di Genova), di cui si ha notizia di residenza stabile in città dall'inizio del XVII secolo e cioè quando gli esponenti della famiglia stessa decisero di registrare in comune la loro arma gentilizia.
La famiglia detenne il palazzo sino a 1717, quando l'ultima discendente della casata, Maddalena Pertusia Lomellini, decise di lasciarlo in eredità alla Congregazione della Carità di San Paolo che per una sessantina d'anni si occupò delle vocazioni religiose della città, in particolare per quanti, pur volendo intraprendere la carriera ecclesiastica, non potevano permetterselo.
La congregazione vendette la proprietà all'Amministrazione Comunale nel 1939 che, al termine di lavori di ristrutturazione, vi ha realizzato la sede della Civica Galleria d'Arte Contemporanea di Carmagnola.
La struttura ha una struttura quadrangolare e appare nel complesso di forme severe, stemperate solo dalla presenza di alcune fasce in cotto sagomate che dividono orizzontalmente la facciata. Insolito e lontano dal progetto originario è anche il piccolo campanile angolare che si apre sul fianco sinistro della facciata e che supera il profilo del tetto del complesso. Sotto questo campanile si trova ancora oggi un affresco (in pessimo stato di conservazione) raffigurante San Paolo. All'interno, il portico presenta tre campate con archi a sesto acuto senza capitelli, sostenuti da pesanti pilastri quadrangolari. Il soffitto del portico è cassettonato in legno un tempo dipinto.

#### Casa Cavassa
Palazzina nobiliare risalente al XV secolo, Casa Cavassa venne fatta edificare da Enrico Cavassa, membro di una ricca famiglia che con lui per la prima volta raggiunse le alte cariche politiche del marchesato di Saluzzo. La struttura, di forma quadrangolare, dispone di un ricco apparato decorativo ed ornamentale, con una facciata riccamente affrescata a grisaille di cui però oggi rimangono solo degli accenni tra cui un curiosissimo "Corteo degli elefanti", recentemente restaurato, sembra eseguito nel 1567 in occasione della visita a Carmagnola del duca Ludovico Gonzaga-Nevers. Il cortile interno presenta un notevole loggiato con soffitti lignei a cassettoni al primo piano che risalgono al XVI-XVII secolo. Oggi Casa Cavassa è sede della Società Operaia di Mutuo Soccorso "F. Bussone".

#### Casa delle Meridiane (o casa Piano)

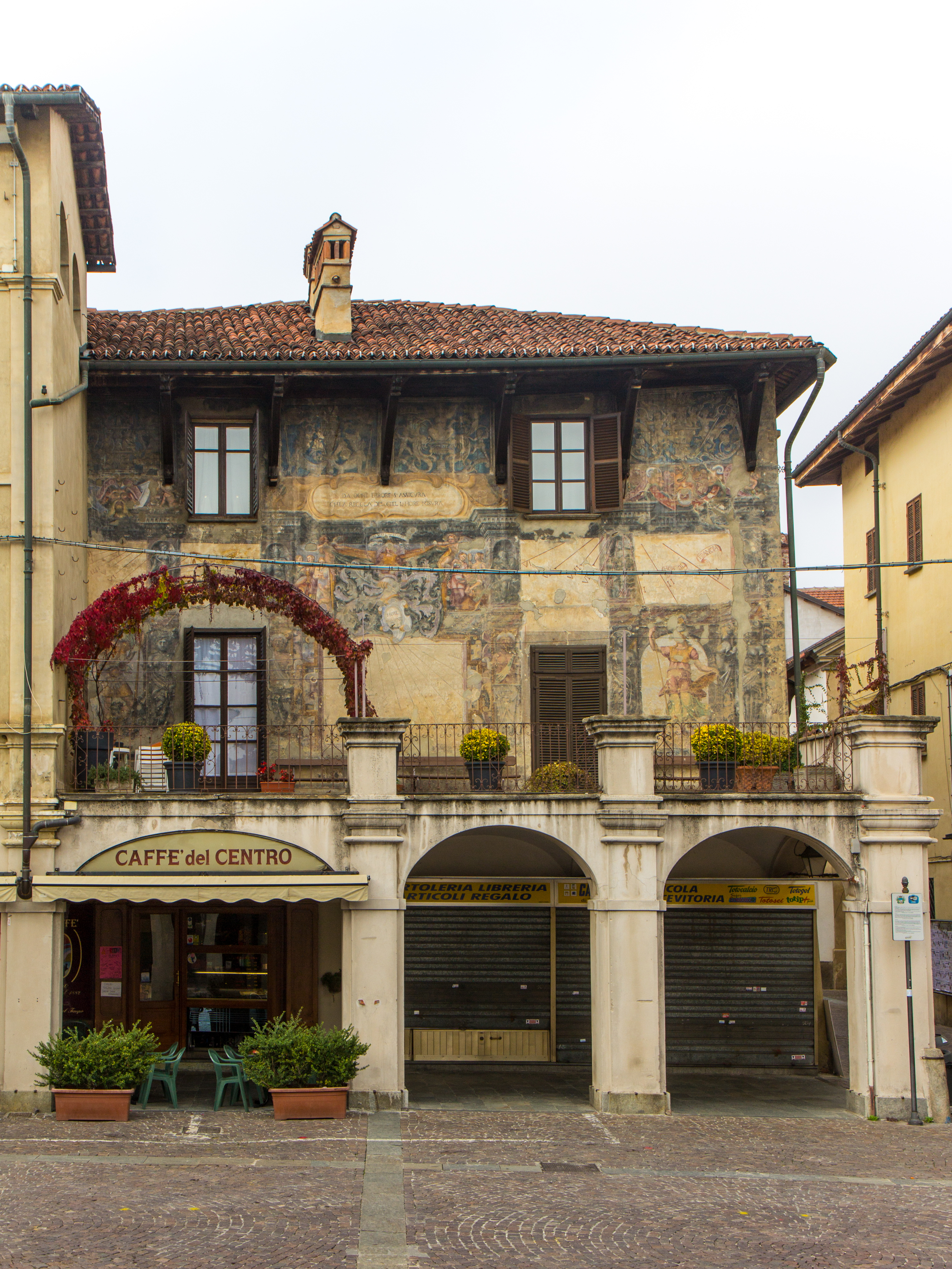
Casa delle Meridiane

Quella che viene popolarmente definita "Casa delle Meridiane" è in realtà un palazzo signorile edificato nel centro della città di Carmagnola nella prima metà del Cinquecento e appartenuto sempre alla ricca famiglia dei Cavassa. Il nome caratteristico con cui è maggiormente nota è dovuto allo straordinario complesso di affreschi ancora oggi presente e realizzati negli anni 1555-57, che rappresenta diversi quadranti solari e meridiane perfettamente funzionanti.

#### Casa Borioli
Edificata nel XV secolo, Casa Borioli venne fortemente alterata nei secoli da diversi interventi che ne hanno compromesso definitivamente l'aspetto originario. Di stile gotico sono rimaste le cornici di due grandi finestre ad arco acuto al primo piano, realizzate con formelle in cotto. Al piano terra, l'abitazione presenta un portico a quattro campate con volta a botte e archi a sesto acuto che poggiano su robusti pilastri granitici.

## Società

### Evoluzione demografica
Abitanti censiti

La popolazione di Carmagnola è diminuita leggermente dal 1871 al 1901. Poi fino al 1961 la popolazione è aumentata, ma molto poco, mentre nel decennio successivo e fino al 1971 la popolazione ha avuto un boom demografico: infatti la popolazione era salita di circa 7 000 abitanti, poi fino al 2001 la popolazione è tornata a salire leggermente, infine c'è stato un altro boom demografico in cui la popolazione è salita di circa 4 000 abitanti in dieci anni sino al 2011.
La popolazione in 150 anni a Carmagnola è più che raddoppiata.

### Stranieri
Al 31 dicembre 2022 la popolazione straniera era di 2 596 persone, pari al 9,37% della popolazione.

### Lingue e dialetti
Nel comune è relativamente diffusa la lingua piemontese, nella variante torinese, con minime peculiarità proprie.

### Religione
La maggioranza della popolazione è cattolica. L'immigrazione di cittadini comunitari ed extra-comunitari, ha portato all'insediamento di minoranze di musulmani e cristiani non cattolici.
In città sono presenti alcune parrocchie cattoliche, tutte appartenenti all'arcidiocesi di Torino.

#### La comunità giudaica di Carmagnola
Carmagnola fu sede, fino agli inizi del Novecento, di una piccola, ma fiorente comunità giudaica. A testimonianza della sua storia resta il quartiere dell'antico ghetto con la splendida sinagoga barocca.

## Cultura
Alla città è legato il nome di Michele Magone, allievo di Don Bosco del quale il santo scrisse una biografia.
È nato a Carmagnola l'attore e comico Fabio Troiano, a cui è stato assegnato il Delfino d'oro 2016.

### Biblioteche
A Carmagnola ha sede la Biblioteca Rayneri-Berti. Aperta dal 1873 grazie a fondi di studiosi locali, fra cui il più generoso quello del pedagogista G. A. Rayneri, e di acquisti comunali, assunse la funzione della comune Biblioteca pubblica moderna a partire dal 1974.

### Istituzioni culturali

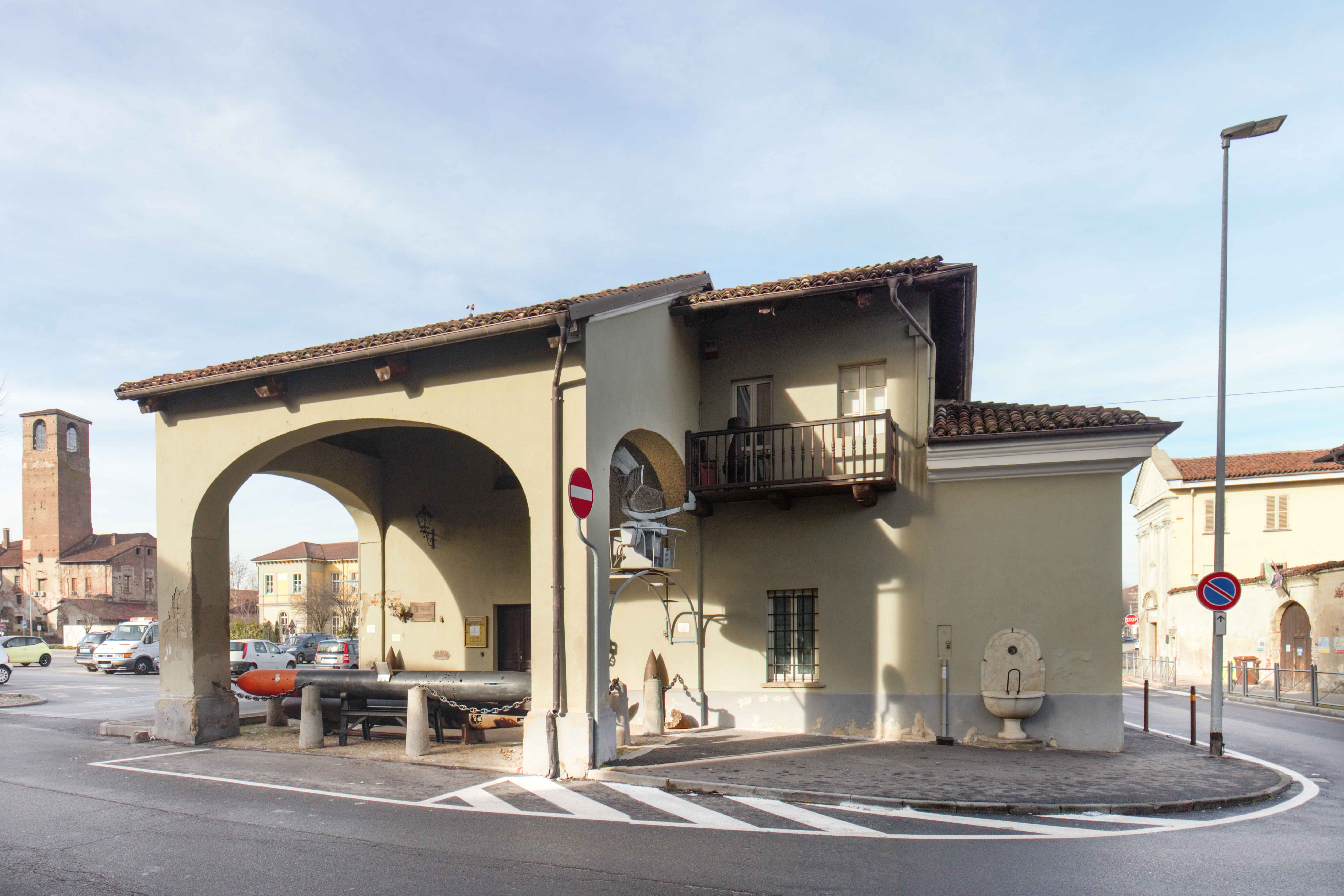
Il Museo Civico Navale

- Palazzo Lomellini, Museo di Arte Contemporanea
- Museo Civico di Storia Naturale; uno dei più interessanti e attivi nel campo della ricerca naturalistica di tutta la regione Piemonte. È situato nel parco comunale della Cascina Vigna
- Ecomuseo della Cultura della Lavorazione della Canapa
- Museo Civico Navale
- Museo Tipografico Rondani
- Gruppo Teatro Carmagnola
- Società Filarmonica di Carmagnola
- Le nostre Vespe, esposizione privata della Vespa aperta al pubblico

### Eventi
- Fiera nazionale del peperone - Peperò (Sagra fino all'edizione del 2016[22]). Si svolge annualmente tra l'ultima settimana di agosto e la prima di settembre; è una manifestazione eno-gastronomica della durata di dieci giorni e dedicata al prodotto tipico di Carmagnola. Ogni anno attira più di 250 000 visitatori. In occasione della 61ª sagra, il 5 settembre 2010, Carmagnola è entrata a far parte del Guinness dei Primati per la peperonata più grande del mondo, 1.190 kg[23]
- Mercantico : si svolge la seconda domenica di ogni mese (eccetto agosto). È un mercato del piccolo antiquariato, anticaglie, robivecchi, ed ospita oltre 400 bancarelle presenti lungo il centro storico cittadino[24]
- Ortoflora e natura : manifestazione annuale che si tiene nei primi giorni di aprile (week-end) nel parco comunale Cascina Vigna. La manifestazione è dedicata al giardinaggio e all'orticoltura
- Fiera di primavera : si svolge annualmente, nel mese di marzo, ed è una fiera dedicata al commercio agricolo e non, ricca di bancarelle e manifestazioni collaterali, tra cui la Mostra provinciale dei bovini di razza piemontese
- Festa nazionale del Nonno : si svolge annualmente nella metà del mese di settembre, all'interno del parco "Cascina Vigna". Ha avuto la sua prima edizione nel settembre del 2003
- Tra le altre manifestazioni si ricordano "Carmagnola Jazz Festival", "Carmagnola Città d'Arte e Cultura", "Concorso ornitologico nazionale", "Fiera regionale del bovino da carne"

## Economia
L'economia della città è attualmente legata ai settori della grande industria e della produzione intensiva di ortaggi e prodotti cerealicoli.
Riguardo all'industria, vi è stata una grande crescita a partire dagli anni sessanta, quando la FIAT aprì un importante stabilimento (Teksid - fonderia) alle porte della città, attirando migliaia di immigrati dal Sud Italia. In seguito all'affermarsi della FIAT è costantemente seguito uno sviluppo sempre più crescente dell'indotto stesso, nonché di altre realtà economiche, sempre più diversificate.
Le attività industriali a oggi prevalenti sono la metallurgia, l'elettronica, l'ottica, la chimica e l'alimentare. La vicinanza della città al fiume Po favorisce inoltre la presenza di numerose cave estrattive di sabbia e di ghiaia. Ben sviluppato è pure il settore terziario, soprattutto nei settori bancario, finanziario, assicurativo e servizi in genere.
Lo sviluppo agricolo di Carmagnola nei secoli scorsi è legato alla cultura della canapa, con produzione di tele e cordami destinati soprattutto all'esportazione.
I sanculotti francesi adottarono come loro vestito una giacchina chiamata appunto "carmagnola" (o Carmagnole alla francese). La diffusione del termine prima della rivoluzione è sostenuta da molti autori, resta incerto se il nome derivi da una sorta di tuta da lavoro degli operai del trattamento della canapa o dal nome della varietà di canapa usata per confezionarli. La Carmagnole divenne anche l'inno dei sanculotti e una danza, simbolo degli elementi più estremisti della rivoluzione stessa.
La caduta della produzione e del commercio della canapa fu dettata da una pluralità di ragioni, comprese le norme più restrittive per l'affinità tra la canapa per uso tessile e quella con effetti stupefacenti. Lo sviluppo delle tecnofibre tolse poi gran parte del mercato.
I terreni sabbiosi prima destinati alla cultura della canapa si mostrarono particolarmente adatti per la produzione di ortaggi.

### Prodotti agroalimentari tradizionali
Il Ministero delle Politiche agricole, d'intesa con la regione Piemonte, ha riconosciuto per la zona di Carmagnola lo status di prodotti agroalimentari tradizionali a tre ecotipi molto apprezzati:
- i peperoni di Carmagnola;
- il porro dolce lungo di Carmagnola;
- il coniglio grigio di Carmagnola. Quest'ultimo, anch'esso legato alla piccola realtà agricola locale, è influenzato dall'uso del pelo di coniglio per la fabbricazione tradizionale del cappello di pregio, prodotto artigianalmente soprattutto nella non lontana Alessandria.

## Infrastrutture e trasporti
La città funge da snodo per le principali arterie stradali di collegamento fra il capoluogo piemontese ed il basso Piemonte (provincia di Cuneo). Proprio la particolare posizione dal punto di vista stradale ha fatto non poco discutere a riguardo della realizzazione di tangenziali/circonvallazioni che consentano di evitare l'attraversamento del concentrico urbano.
Carmagnola è servita da una propria uscita autostradale sulla autostrada Torino-Savona; una nuova uscita, Carmagnola Sud, risulta essere ancora in fase di progettazione.
È dotata di una stazione ferroviaria, riferimento per moltissimi comuni limitrofi, lungo il percorso della ferrovia Torino-Savona e lungo le linee Sfm4 e Sfm7 del Servizio ferroviario metropolitano di Torino.
Dispone di una rete propria di autobus suburbani e risulta essere ben collegata al capoluogo e ad altri centri minori anche tramite una rete di autobus.
Tra il 1881 e il 1948 il comune fu capolinea di una tranvia per Carignano, Torino e Saluzzo.

## Amministrazione
| Periodo | Periodo   | Primo cittadino        | Partito                                 | Carica  | Note |
| ------- | --------- | ---------------------- | --------------------------------------- | ------- | ---- |
| 1965    | 1967      | Guglielmo Solavaggione | Democrazia Cristiana                    | Sindaco |      |
| 1967    | 1972      | Antonio Appendino      | Democrazia Cristiana                    | Sindaco |      |
| 1972    | 1976      | Felice Giraudo         | Democrazia Cristiana                    | Sindaco |      |
| 1976    | 1981      | Luciano Vanzetti       | Democrazia Cristiana                    | Sindaco |      |
| 1981    | 1985      | Domenico Tuninetti     | Partito Socialista Democratico Italiano | Sindaco |      |
| 1985    | 1995      | Felice Giraudo         | Democrazia Cristiana                    | Sindaco |      |
| 1995    | 2006      | Angelo Elia            | centrosinistra                          | Sindaco |      |
| 2006    | 2011      | Gian Luigi Surra       | centrodestra                            | Sindaco |      |
| 2011    | 2016      | Silvia Testa           | centrosinistra                          | Sindaco |      |
| 2016    | in carica | Ivana Gaveglio         | centrodestra                            | Sindaco |      |

### Gemellaggi
Carmagnola è gemellata con:
- Abbazia (Croazia)
- Río Tercero (Argentina)

## Sport
Nella città sono presenti diverse società sportive di diverse discipline:
- Delfini Basket Carmagnola, società di pallacanestro, militante nel campionato di Divisione Regionale 1 maschile (ex serie D).
- ABC Carmagnola, società di pallacanestro, militante nel campionato di Divisione Regionale 1 maschile (ex serie D).
- Elledì Carmagnola, società di calcio a 5 militante nel campionato di serie A2 maschile.
- CSF Carmagnola, società calcistica militante nel campionato di Eccellenza, nata dalla fusione di più realtà calcistiche già presenti in città.
- ASD San Bernardo, società calcistica militante nel campionato di prima Categoria.
- USD Salsasio, società calcistica militante nel campionato di Seconda Categoria.
- AD New Volley Carmagnola, società pallavolistica.
- ASD Atletica Carmagnola, società di atletica.
- Amatori Rugby 1974 Carmagnola, società di rugby militante in Serie C.

In città sono presenti diversi campi da calcio, calcetto, pallavolo, basket e tennis. Sono inoltre presenti una piscina, una pista da atletica, un campo da rugby.

## Galleria d'immagini

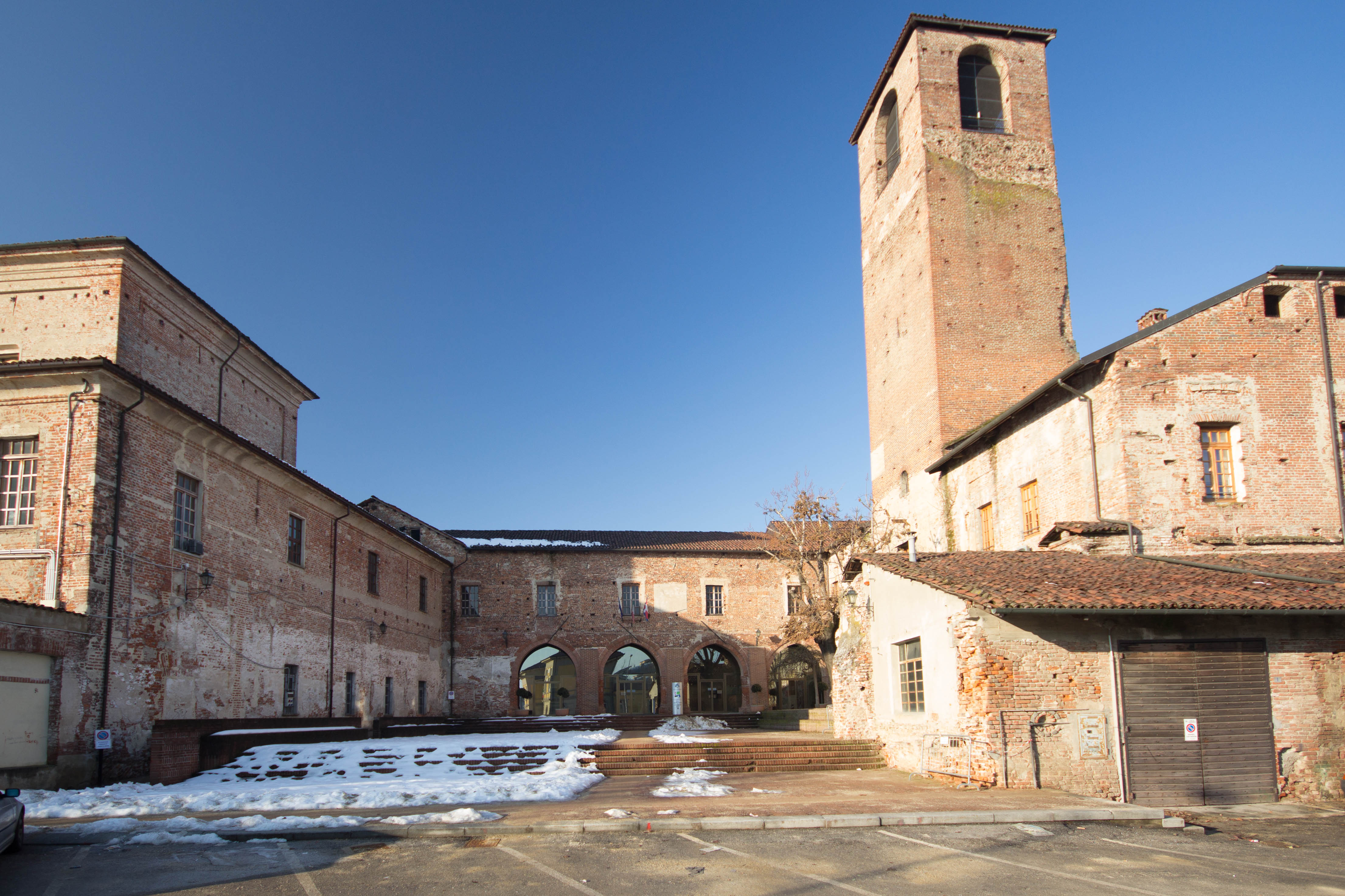
Castello di Carmagnola, sede del Municipio di Carmagnola, la corte.
Parco della Cascina Vigna
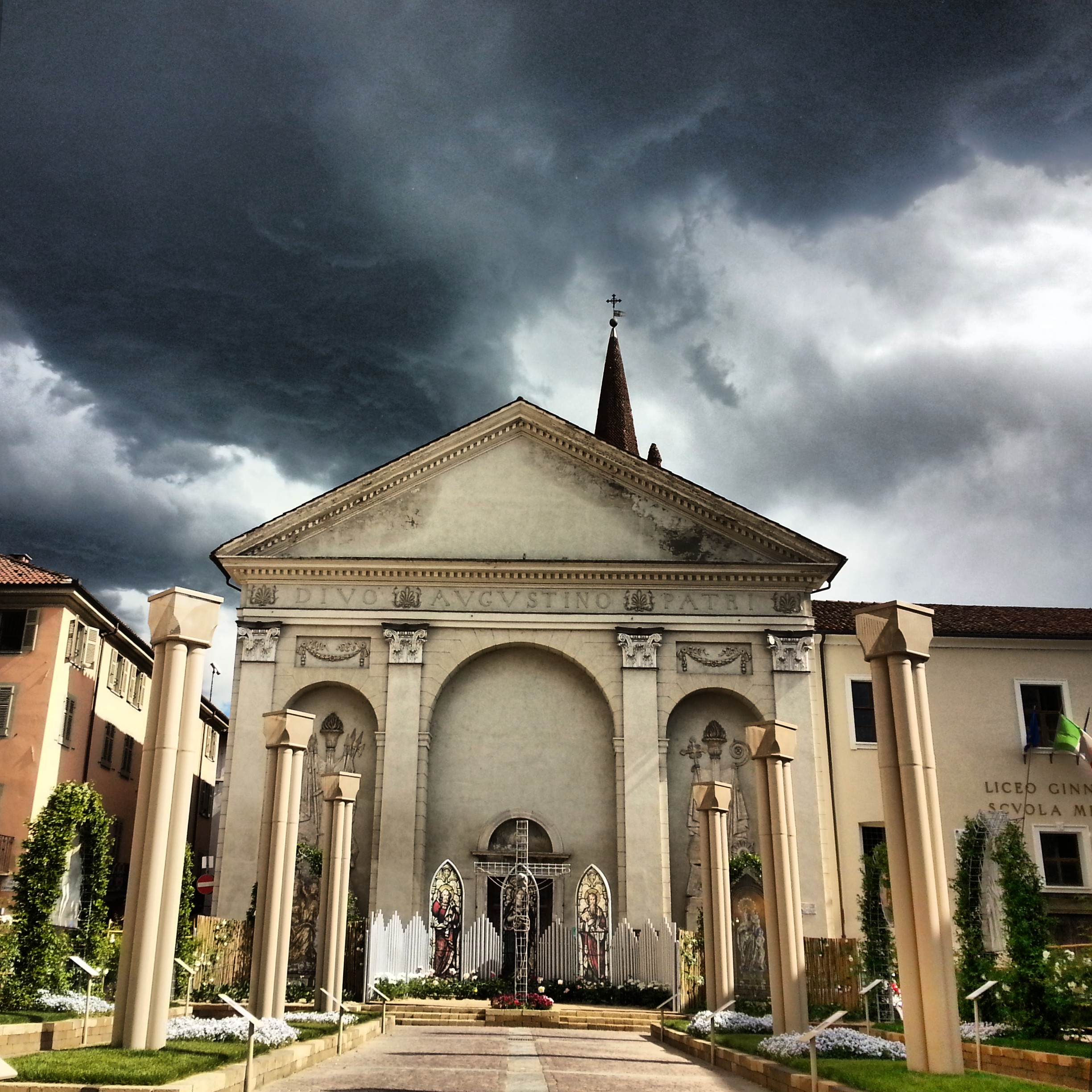
Facciata della chiesa di Sant'Agostino
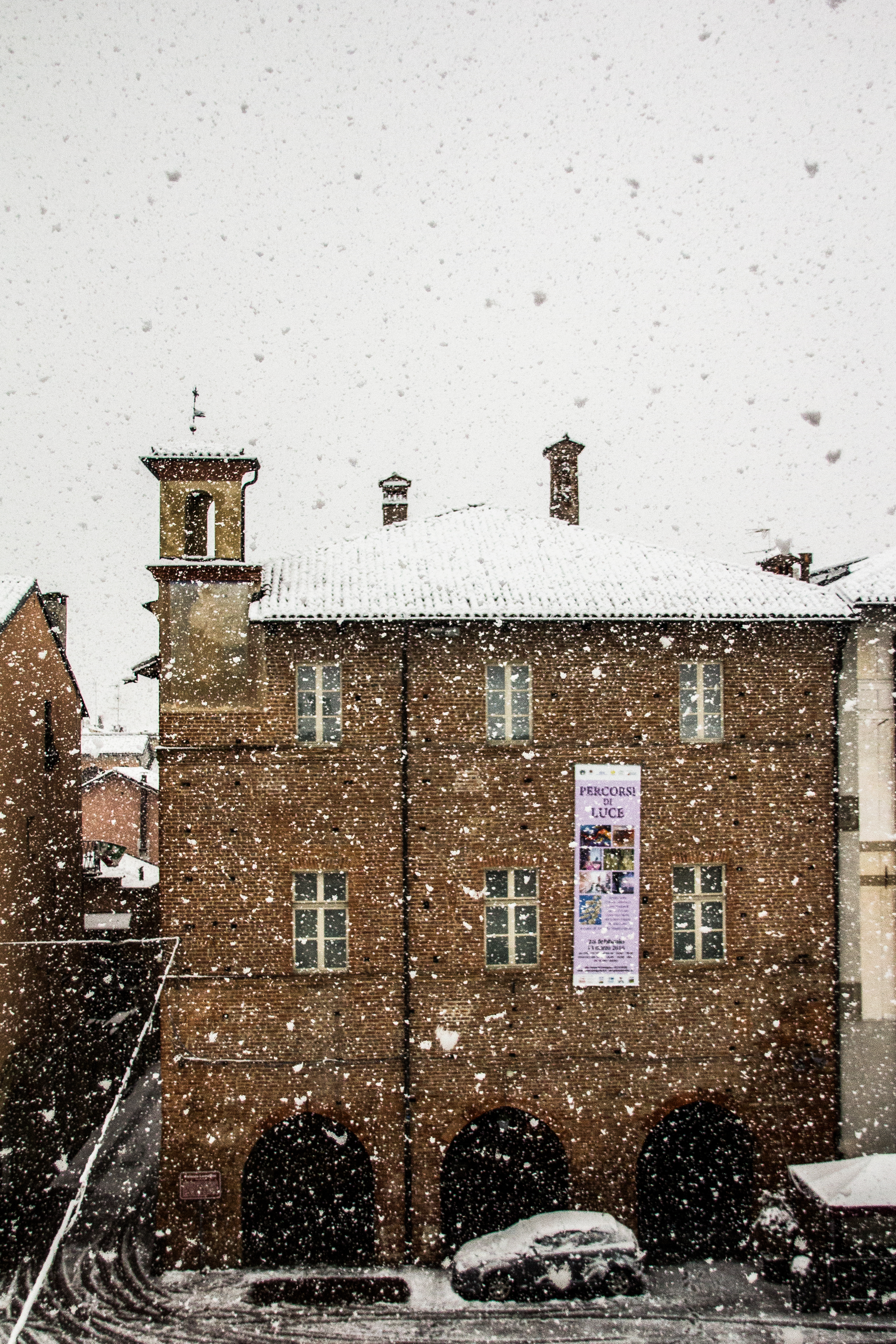
Palazzo Lomellini d'inverno